# Barbero (Palio di Siena)

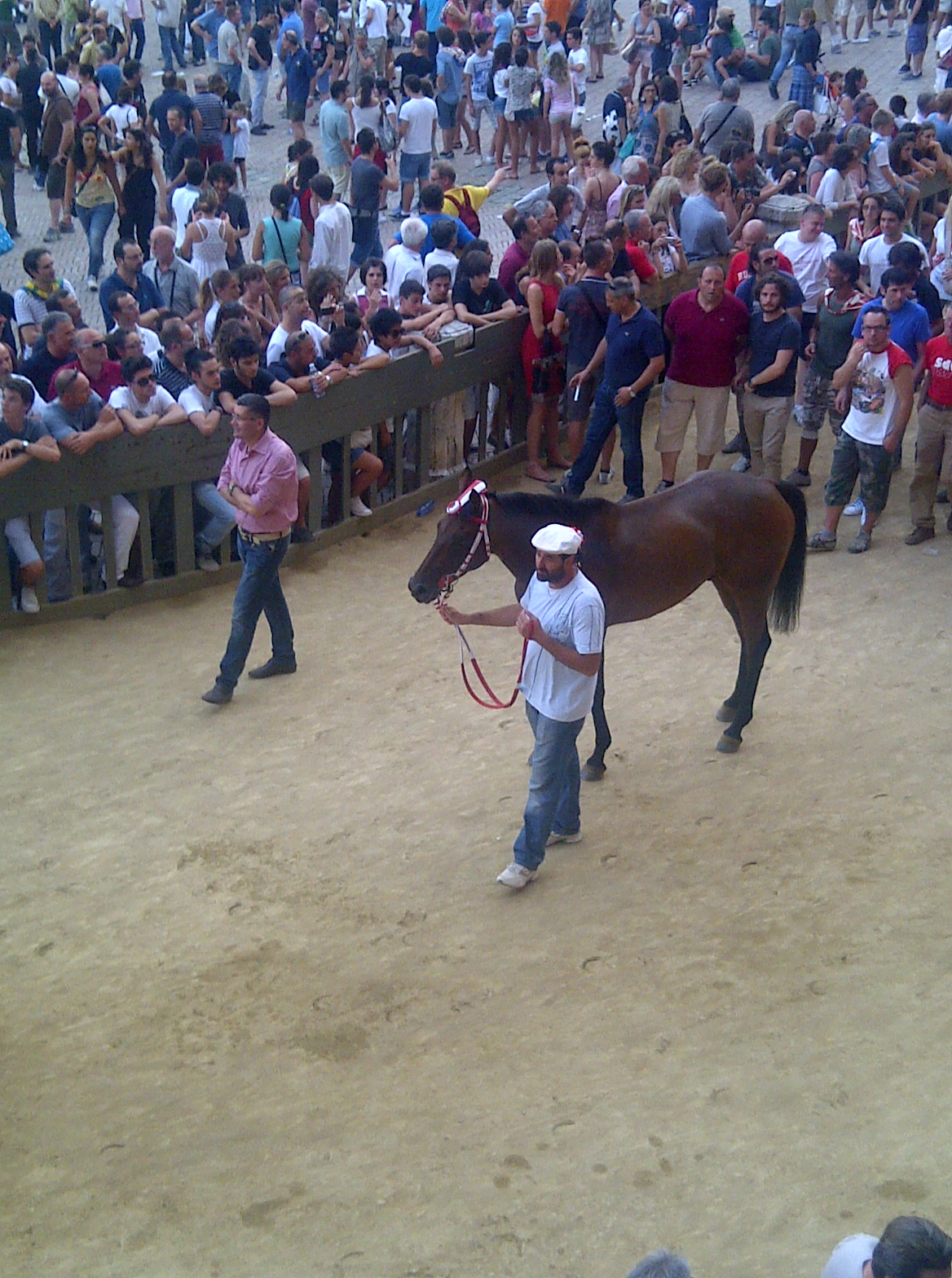
Moedi il 30 giugno 2012, giorno in cui il barbero fu assegnato alla Giraffa

Con il termine barbero, nella città toscana di Siena, ci si riferisce al cavallo, assegnato a sorte a ciascuna contrada, che corre il Palio.
Il termine deriva probabilmente dalla parola berbero in quanto i cavalli di Barberìa (l'attuale Nordafrica) sono considerati veloci ma anche robusti. Oggi al Palio di Siena vengono utilizzati prevalentemente i cavalli anglo-arabo sardi. Sono esclusi, invece, i Purosangue inglese perché troppo delicati.
L'uso del termine barbero non è circoscritto alla sola Siena: esistevano infatti nel passato altre gare ippiche tradizionali, come a Firenze (il Palio dei barberi), a Roma oppure a Fermo, dove dal 1182 ogni 15 agosto si corre tutt'oggi con i barberi la Cavalcata per aggiudicarsi il Palio dell'Assunta (Fermo).
Nel Palio di Asti, per moltissimi secoli i cavalli maschi interi impiegati nella corsa furono definiti barbéri. Dal XIX secolo il regolamento ammise cavalli "d'ogni sesso e razza".
Per omologia, con lo stesso termine sono indicate le tradizionali biglie in legno colorate con le insegne delle contrade, utilizzate sia per "correre" per gioco la "carriera" su speciali piste di legno, sia dal Comune per effettuare l'estrazione dei posti tra i canapi alla mossa il giorno del Palio. Per effettuare questa operazione, viene utilizzato uno speciale marchingegno a forma di fiasco che, quando viene rovesciato, permette di vedere l'ordine generato grazie a dieci fori (uno per ogni barbero) disposti lungo il collo.